# Моштейру (Лажеш-даш-Флореш)
Моштейру (порт. Mosteiro) — район (фрегезия) в Португалии, входит в округ Азорские острова. Расположен на острове Флореш. Является составной частью муниципалитета Лажеш-даш-Флореш. Население составляет 50 человек на 2001 год. Занимает площадь 6,20 км².
Покровителем района считается Троица (порт. Santíssima Trindade).